# Gioia Barbieri
Gioia Barbieri (Forlimpopoli, 9 luglio 1991) è un'ex tennista italiana.

## Carriera
È stata allenata da Giorgio Galimberti presso la San Marino Tennis Academy.
Ottiene la sua prima partecipazione ad un torneo del circuito WTA nell'Aprile del 2014 nel prestigio torneo di Stoccarda grazie al successo nei tre turni di qualificazione contro la tedesca Laura Siegemund, contro la numero 1 dei turni preliminari Cvetana Pironkova e infine contro la britannica Johanna Konta. Il suo debutto nel main draw la vede opposta sul centrale di Stoccarda alla russa ex numero due del ranking mondiale Svetlana Kuznecova, che la sconfigge 6-2 6-3 in poco più di un'ora di gioco.
Entra per la prima volta tra le prime 200 giocatrici del mondo nel giugno 2014 dopo la vittoria nel torneo ITF di Grado.
Nell'aprile 2015 raggiunge per la prima volta in carriera la finale di doppio in un torneo WTA a Katowice insieme a Karin Knapp.
Il 14 giugno 2016 annuncia il suo ritiro dal tennis professionistico, tramite il suo account Facebook, per iniziare a lavorare nell'azienda immobiliare di famiglia. Al momento dell'addio, la giocatrice italiana occupava la posizione numero 380 del ranking WTA.

## Statistiche WTA

### Doppio

#### Sconfitte (1)
| Legenda               |
| --------------------- |
| Grande Slam (0)       |
| Ori Olimpici (0)      |
| WTA Championships (0) |
| Premier Mandatory (0) |
| Premier 5 (0)         |
| Premier (0)           |
| International (1)     |

| N. | Data           | Torneo                  | Superficie  | Compagna    | Sfidante in finale               | Punteggio        |
| 1. | 12 aprile 2015 | Katowice Open, Katowice | Cemento (i) | Karin Knapp | Ysaline Bonaventure Demi Schuurs | 5-7, 6-4, [6-10] |

## Statistiche ITF

### Singolare

#### Vittorie (8)
| Torneo 100 000 $ (0)           |
| Torneo 75 000 $ (0)            |
| Torneo 50 000 $ (0)            |
| Torneo 25 000 $ (2)            |
| Torneo 15 000 $–10 000 $ (0–6) |

| N. | Data              | Torneo     | Superficie  | Avversaria       | Punteggio          |
| 1. | 18 luglio 2010    | Imola      | Sintetico   | Verdiana Verardi | 6-1, 6-1           |
| 2. | 20 febbraio 2011  | Leimen     | Cemento (i) | Korina Perković  | 6-4, 6-2           |
| 3. | 29 luglio 2012    | Viserba    | Terra rossa | Yuliana Lizarazo | 6-4, 6-4           |
| 4. | 25 agosto 2013    | Pörtschach | Terra rossa | Nastja Kolar     | 6-2, 6-3           |
| 5. | 1º settembre 2013 | Bagnatica  | Terra rossa | Anne Schäfer     | 6-3, 3-6, 6-1      |
| 6. | 26 ottobre 2013   | Lagos 2    | Cemento     | Nina Bratčikova  | 3-6, 6-3, 3-0 rit. |
| 7. | 1º giugno 2014    | Grado      | Terra rossa | Kateryna Kozlova | 6-4, 4-6, 6-4      |
| 8. | 29 marzo 2015     | Solarino   | Cemento     | Federica Bilardo | 7-6, 6-0           |

#### Sconfitte (1)
| Torneo 100 000 $ (0)           |
| Torneo 75 000 $ (0)            |
| Torneo 50 000 $ (0)            |
| Torneo 25 000 $ (0)            |
| Torneo 15 000 $–10 000 $ (0–1) |

| N. | Data         | Torneo    | Superficie  | Avversaria | Punteggio |
| 1. | 4 marzo 2012 | Antalya 8 | Terra rossa | Ana Savić  | 3-6, 4-6  |

### Doppio

#### Vittorie (13)
| Torneo 100 000 $ (0)           |
| Torneo 75 000 $ (0)            |
| Torneo 50 000 $ (0)            |
| Torneo 25 000 $ (4)            |
| Torneo 15 000 $–10 000 $ (0–9) |

| N.  | Data             | Torneo              | Superficie  | Compagna            | Avversarie                                  | Punteggio           |
| 1.  | 11 ottobre 2009  | Foggia              | Terra rossa | Anastasia Grymalska | Alice Moroni Anna Remondina                 | 6-4, 4-6, [10-2]    |
| 2.  | 18 aprile 2010   | San Severo          | Terra rossa | Anastasia Grymalska | Karina Pimkina Marina Šamayko               | 4-6, 6-2, [11-9]    |
| 3.  | 31 luglio 2010   | Gardone Val Trompia | Terra rossa | Anastasia Grymalska | Julija Stamatova Stéphanie Vongsouthi       | 6-2, 6-2            |
| 4.  | 27 marzo 2011    | Gonesse             | Terra rossa | Anastasia Grymalska | Lena-Marie Hofmann Scarlett Werner          | 6-3, 6-2            |
| 5.  | 18 dicembre 2011 | Antalya 3           | Terra rossa | Giulia Pasini       | Başak Eraydın Ilona Kramen'                 | 7-6(6), 4-6, [10-5] |
| 6.  | 18 marzo 2012    | Antalya 10          | Terra rossa | Anastasia Grymalska | Claudia Giovine Sanaz Marand                | 6-4, 1-6, [11-9]    |
| 7.  | 13 maggio 2012   | Firenze             | Terra rossa | Andreea Văideanu    | Nicole Clerico Anaïs Laurendon              | 6-2, 6(2)-7, [10-8] |
| 8.  | 21 giugno 2012   | Padova              | Terra rossa | Anastasia Grymalska | Federica Grazioso Lisa Sabino               | 6-2, 6-1            |
| 9.  | 3 marzo 2013     | Antalya 8           | Terra rossa | Anne Schäfer        | Lenka Juríková Chantal Škamlová             | 4-6, 6-3, [10-4]    |
| 10. | 10 marzo 2013    | Antalya 9           | Terra rossa | Nicole Melichar     | Ágnes Bukta Vivien Juhászová                | 7-6(2), 6-4         |
| 11. | 25 ottobre 2013  | Lagos 2             | Cemento     | Fatma Al-Nabhani    | Conny Perrin Chanel Simmonds                | 1-6, 6-4, [10-8]    |
| 12. | 22 marzo 2014    | Innisbrook          | Terra verde | Julia Cohen         | Allie Kiick Sachia Vickery                  | 7-6(5), 6-0         |
| 13. | 13 giugno 2014   | Padova (2)          | Terra rossa | Sofija Šapatava     | Paula Cristina Gonçalves Florencia Molinero | 6-4, 0-6, [14-12]   |

#### Sconfitte (4)
| Torneo 100 000 $ (0)           |
| Torneo 75 000 $ (0)            |
| Torneo 50 000 $ (0)            |
| Torneo 25 000 $ (1)            |
| Torneo 15 000 $–10 000 $ (0–3) |

| N. | Data            | Torneo            | Superficie  | Compagna             | Avversarie                        | Punteggio        |
| 1. | 18 luglio 2010  | Imola             | Sintetico   | María-Belén Corbalán | Nicole Clerico Maria Masini       | 4-6, 1-6         |
| 2. | 7 agosto 2011   | Monteroni d'Arbia | Terra rossa | Anastasia Grymalska  | Kiki Bertens Nicole Rottmann      | 0-6, 3-6         |
| 3. | 15 gennaio 2012 | Innisbrook        | Terra verde | Nadejda Guskova      | Dar'ja Kustova Ioana Raluca Olaru | 3-6, 1-6         |
| 4. | 24 agosto 2013  | Pörtschach        | Terra rossa | Giulia Sussarello    | Nastja Kolar Polona Reberšak      | 0-6, 6-2, [10-4] |